# Yurem Rojas
Yurem Yasseb Rojas Torres  (Ciudad de México, México; 2 de enero de 1991) es un actor, conductor, cantante y comediante mexicano.  

## Trayectoria
Empezó su carrera artística a la edad de 6 años, participando en varios programas. En 1999, tiene la oportunidad de aparecer en su primera telenovela, Serafín, al lado de Jordi Landeta y Sherlyn, en donde interpreta a Cachito. 
En 2001 aparece en Carita de ángel como Edgar Altamirano, el hijo de un veterinario que pretende a Dulce Maria (Daniela Aedo).
En ese mismo año aparece en El noveno mandamiento, y en su segunda telenovela infantil, María Belén, al lado de Danna Paola, encarnando el personaje de Bruno.
Para 2003 participa en su tercer telenovela infantil, De pocas, pocas pulgas, al lado de Santiago Mirabent y Natasha Dupeyrón, en donde interpreta a Toño, y al finalizar la telenovela, junto con todo el elenco infantil realizan una gira por la república.
En 2007 aparece nuevamente Yurem en la televisión, pero ahora en el programa Timbiriche la nueva banda, en el que treinta jóvenes competían a través del canto y del baile para formar parte de una banda musical, en la que Yurem quedó en séptimo lugar, y por unanimidad del consejo Timbiriche, formó parte de La Nueva Banda Timbiriche, grabando un disco.
El 29 de mayo de 2009, un diario de circulación local de Tamaulipas anunció que la Nueva Banda Timbiriche quedaba desintegrada, no sin antes dar un concierto de más de dos horas.
En el mismo año participó en el reality show Hazme reír y serás millonario, al lado de la comediante Mara Escalante, un programa de comedia en el que el premio era de tres millones de pesos y el vuelo a la Copa Mundial de Fútbol de 2010, en el cual obtiene el segundo lugar, ese mismo año retoma su carrera como actor en la telenovela Atrevete a soñar, donde interpreta a Oliver.
En 2011 participa como conductor del programa Pequeños gigantes. En la actualidad es conductor de un programa televisivo de Ritmoson latino llamado Dame Diez, programa que condujo junto a Carlos Trillo la primera temporada y ahora en la segunda temporada lo hace solo. También cuenta con una participación en el reality show de Televisa Reto 4 elementos.
En 2012 empezó a conducir el programa musical llamado "Dame Diez" en el canal Ritmoson Latino.
Participó en la obra musical "Alicia y el sombrerero".
En 2013 participó en la obra musical llamado "Con el Jesús En La Boca".
En 2016 participó en la obra musical de comedia "Blanca Cheves y sus 7 Briagos" junto a la actriz Ivonne Montero.
En 2023 temporada navideña inicio a participar en una obra de teatro "El Diablo Tiene Otros Datos" una pastorela, también se integra al concepto 2000’s x siempre de la mano de bobo producciones, compartiendo escenario con sus ex compañeros de la nueva banda Timbiriche y varios compañeros de telenovelas infantiles de aquella época, como Daniela Aedo, Miguel Martínez e Imanol la seta. 
en 2024 inicio la segunda temporada y finalizó día 5 el 2025. 
Ahora también está en un programa llamado “(Me Caigo De Risa)” junto a más personas el cual va en su 10 temporada, empezó en 2018.

## Filmografía

### Telenovelas
- La mexicana y el güero (2021) - Reportero
- Vencer el miedo (2020) - Julio Ibarra "Sancho Clós"[2]
- Por amar sin ley (2018) - Francisco
- Qué pobres tan ricos (2013-2014) - Enrique Pimentel
- Una familia con suerte (2011) - Colibrí
- Atrévete a soñar (2009-2010) - Oliver
- Al diablo con los guapos (2007-2008) - Giovanni Reyes
- Lola, érase una vez (2007) - Juan Castro Flores
- Nace una estrella (2006-2007) - Johny'
- Rebelde (2005-2006) - Otto Zepeda Cervantes'
- Inocente de ti (2004-2005) - Pablo Herrera
- De pocas, pocas pulgas (2003) - Antonio "Toño"
- María Belén (2001) - Bruno Sanz Montano
- Carita de ángel (2001) - Edgar Altamirano
- El noveno mandamiento (2001) - Enrique Lozano "El Ratón"
- Serafín (1999) - Cachito

### Series
- Mujer, casos de la vida real (2002)
- La familia P. Luche (2002, 2012) 1 episodio
- Bajo el mismo techo (2005) - Lalo
- Adictos (2009)
- Como dice el dicho (2014)[3]
- Gloria Trevi: ellas soy yo (2023) - Ricky Luis[4]

### Realities
- Buscando a Timbiriche: La Nueva Banda (2007)
- Hazme reír y serás millonario (2009)
- El gran chapuzón (2014)
- Reto 4 elementos: Naturaleza extrema (16.º eliminado) (2018)
- Reto 4 elementos segunda temporada (conductor digital) (2018)
- Inseparables: Amor al Límite.  (2021)

### Programas
- Muévete (2010)
- Kids Choice Awards México (2010) - (2011)
- Pequeños gigantes (2011)
- Pequeños gigantes 2 (2012)
- Dame diez (2012-2014)
- Hoy (2014)
- Los quince que soñe pop (2014)
- Esta noche se improvisa (2015)
- Me caigo de risa (2018)
- Las estrellas bailan en Hoy (2021-2022)[5]

### Películas
- Serafín: la película (1999) - "Cachito"
- Hidalgo: La historia jamás contada (2010) - "Miguel Hidalgo y Costilla"
- Águila y Jaguar: Los guerreros legendarios (2022) - "Cobin"

## Discografía

### Álbumes de estudio
- Fosforescente (2011, Sony Music)

### Sencillos
- Fosforescente
- Yo no te extraño